# Estación de Gobela
Gobela es una estación del Metro de Bilbao en superficie y elevada, situada entre los barrios de Las Arenas y Romo, término municipal de Guecho y fue inaugurada el 24 de junio de 1996.
Su tarifa corresponde a la zona 2.
La estación tiene un único acceso a un vestíbulo situado bajo las vías del tren. Desde allí se puede subir al andén central por ascensor o por las escaleras.

## Accesos
- Calle Negubide, 53-55 / Calle Errekagane, 15
- Interior de la estación